# Ammophila sabulosa
La avispa excavadora asiática o avispa de arena común (Ammophila sabulosa) es una especie de avispa perteneciente a la familia de los esfécidos.
Está distribuida ampliamente en Eurasia.

## Descripción

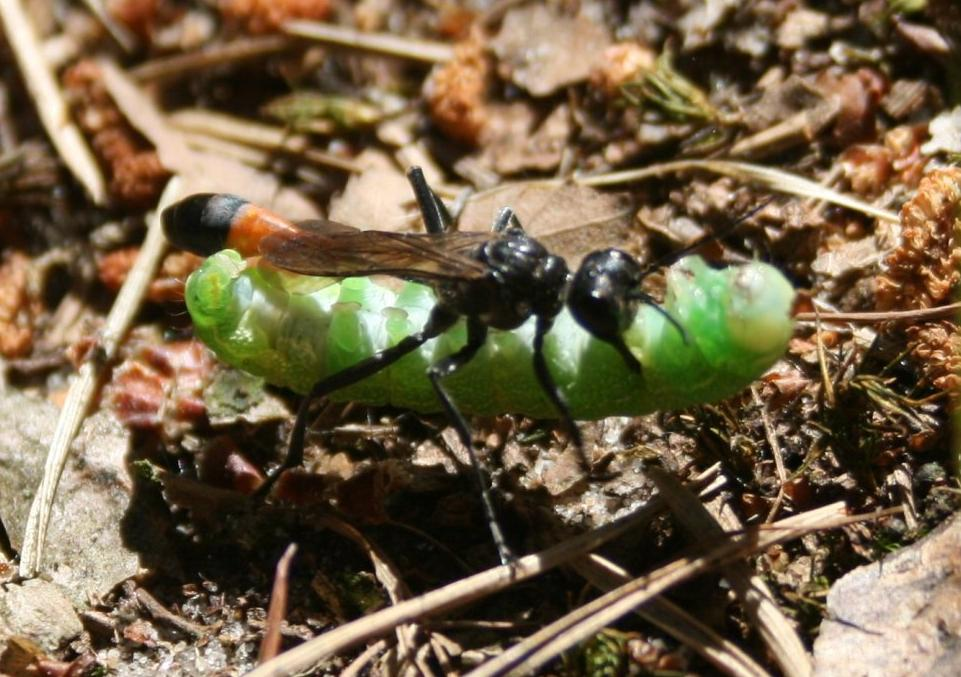
A. sabulosa con una oruga

La avispa excavadora asiática mide entre 15-25 milímetros de longitud y es una especie solitaria y parasitadora de otros insectos. Su tórax es alargado y estrecho y presenta los colores naranja y negro.
El nido es excavado por la hembra que lo cierra cuidadosamente cuando sale buscando presas (por lo general, una oruga no peluda), a menudo prefieren larvas de mariposas nocturnas de la familia Noctuidae. Después de paralizar a la presa, la devuelve al nido y coloca un huevo sobre ella y luego, cierra la entrada con una piedra, o cualquier otro objeto, que agarra con las mandíbulas.

## Distribución
Ammophila sabulosa está ampliamente distribuida por Eurasia, con registros en la mitad sur de Gran Bretaña, Francia, Países Bajos, Alemania, Austria, Italia.  Hungría, Polonia, Noruega, Suecia y Finlandia, más al sur en Turquía e Irán, luego se extendió hacia el este hasta el Lejano Oriente ruso, con muy pocos registros en India y Japón.

## Subespecies
Se han descrito las siguientes subespecies:
- Ammophila sabulosa sabulosa (Linnaeus, 1758)
- Ammophila sabulosa solowiyofkae Matsumura, 1911
- Ammophila sabulosa touareg Ed. André, 1886
- Ammophila sabulosa vagabunda F. Smith, 1856